# Fernanda Siliuto
Fernanda Siliuto Briganty (Villa Abajo de San Cristóbal de La Laguna, 20 de marzo de 1834 - Puerto de la Cruz, 23 de abril de 1859) fue una poetisa española incluida en la segunda promoción del romanticismo.

## Trayectoria
Sus padres, Ana Briganty Hernández (portuense) y José María Siliuto (peninsular), la bautizaron en la parroquia de Santo Domingo el 23 de marzo de 1834. Fue la cuarta de nueve hermanos, creció en una familia burguesa, lo que supuso que se educara a nivel político en el poder monárquico y a nivel religioso en el catolicismo conservador. 
La buena situación económica en la que se encontraba le permitió tener acceso a una gran biblioteca, la de su padre, en la que la literatura grecolatina, el renacentismo y el barroco hispánico tenían gran relevancia. Comenzó a publicar sus poemas con 18 años, y estas lecturas influyeron en su obra. 
Se dio a conocer cuando publicó a los 18 años ocho poemas en El Noticioso de Canarias, entre el 4 de septiembre de 1852 y el 29 de enero de 1853. Con el tiempo, continuó publicando en otros periódicos como El Eco del Comercio. A lo largo de su vida, publicó unos 20 poemas, todos en periódicos. Además, también dejó un manuscrito con sus textos, sin embargo, no publicó ningún libro.
Pertenece a la segunda promoción del movimiento romántico, conformada por los poetas nacidos en torno a la tercera y cuarta décadas de la centuria decimonónica. El anonimato de su tumba ha pretendido desterrar a la poetisa al olvido. Sin embargo, su legado permanece gracias a la veintena de poemas publicados en diferentes periódicos de Canarias.
Siliuto falleció a los 25 años, en el convento de Santo Domingo, por tuberculosis, envuelta en leyendas de amores desgraciados del romanticismo más tópico. Su vida en sí representó el romanticismo que ella escribía, pues se enamoró de un hombre que se marchó a América y al que ella esperó pero que nunca regresó. Se dice que ansiaba tanto casarse con él que se compró un traje de novia que se utilizó como sudario para su entierro.

## Obra
Algunos de sus poemas son los siguientes:
- Un baile en el casino, publicado en El Eco del Comercio el 20 de febrero de1853 en Santa Cruz de Tenerife.[2]
- A una tórtola, publicado en El Eco del Comercio el 4 de junio de 1853 en Santa Cruz de Tenerife.[2]
- Oh Las Musas publicado en El Eco del Comercio el 14 de septiembre de 1853 en Santa Cruz de Tenerife.[2]
- Pensamiento y meditación.[4]
- Poema al oprimido, al abandonado, al esclavo.[5]
- A una nube.[6]

Algunas de sus obras se pueden encontrar en el Álbum de literatura isleña, la primera antología de poesía romántica canaria, publicada en 1857. Cabe destacar que Siliuto fue la única mujer que se incluyó en dicha antología lo que muestra la importancia de su figura en este ámbito. Además, el periodista y poeta Luis Álvarez Cruz se interesó por su obra y publicó Medallones del ochocientos. La vida romántica de Fernanda Siliuto y otros escritos (1904-1971).